# Yomiuri Giants
Gli Yomiuri Giants, anche noti come Tokyo Giants, sono una squadra professionistica giapponese di baseball con sede a Tokyo. Militano nella Central League della Nippon Professional Baseball e dal 1988 giocano le partite casalinghe al Tokyo Dome. Sono il club più titolato del paese, avendo vinto il titolo di campioni assoluti della NPB per ventidue volte, oltre al titolo della Central League per trentotto volte.
La squadra fu fondata nel 1934 e, nel corso degli anni, ha assunto le seguenti denominazioni:
- The Great Japan Tokyo Baseball Club (大日本東京野球倶楽部?) (1934–1935)
- Tokyo Kyojin (東京巨人軍?) (1936–1946)
- Yomiuri Giants (読売ジャイアンツ?) (1947–)

## Allenatori
- Sadayoshi Fujimoto (藤本定義, 1936-42)
- Haruyasu Nakajima (中島治康, 1943)
- Hideo Fujimoto (藤本英雄, 1944-46)
- Haruyasu Nakajima (1946-47)
- Osamu Mihara (三原脩, 1947-49)
- Shigeru Mizuhara (水原茂, 1950-60)
- Tetsuharu Kawakami (川上哲治, 1961-74)
- Shigeo Nagashima (長嶋茂雄, 1975-80)
- Motoshi Fujita (藤田元司, 1981-83)
- Sadaharu Oh (王貞治, 1984-88)
- Motoshi Fujita (1989-92)
- Shigeo Nagashima (1993-2001)
- Tatsunori Hara (原辰徳, 2002-03)
- Tsuneo Horiuchi (堀内恒夫, 2004-05)
- Tatsunori Hara (2006-)

## Giocatori
- Yoshinobu Takahashi (高橋由伸, 1998-)
- Shinnosuke Abe (阿部慎之助, 2001-)
- Tetsuya Utsumi (内海哲也, 2004-)
- Hayato Sakamoto (坂本勇人, 2007-)
- Hisayoshi Chono (長野久義, 2010-)
- Toshiya Sugiuchi (杉内俊哉, 2012-)
- Hirokazu Ibata (井端弘和, 2014-)

### Ex giocatori

#### Membri della Baseball Hall of Fame (lista parziale)

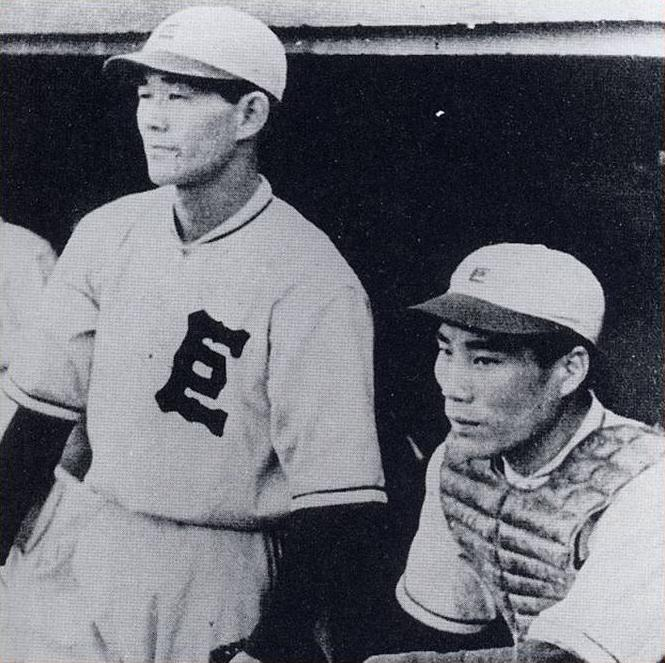
Eiji Sawamura e Masaki Yoshihara

- Eiji Sawamura (沢村栄治, 1934-37, 40-41, 43)
- (apolide) Victor Starffin (1934-44)
- Haruyasu Nakajima (中島治康, 1934-43, 1946-49)
- Masaki Yoshihara (吉原正喜, 1938-41)
- Tetsuharu Kawakami (川上哲治, 1938-42, 46-58)
- Shigeru Chiba (千葉茂, 1938-41, 46-56)
- Noboru Aota (青田昇, 1942-43, 48-52)
- Takehiko Bessho (別所毅彦, 1949-61)
- Wally Yonamine (1951-60)
- Tatsurō Hirooka (広岡達朗, 1954-66)
- Masahiko Mori (森祇晶, 1955-74)
- Motoshi Fujita (藤田元司, 1957-64)
- Shigeo Nagashima (長嶋茂雄, 1958-74)
- Sadaharu Oh (王貞治, 1959-80)
- Masaichi Kaneda (金田正一, 1965-69)
- Isao Harimoto(張本勲, 1976-79)
- Hiromitsu Ochiai (落合博満, 1994-96)

#### Altro
- Shozo Doi (土井正三, 1965-78)
- Shigeru Takada (高田繁, 1968–80)
- Hiromi Makihara (槙原寛己, 1982-2001)
- Hideki Matsui (松井秀喜, 1993-2002)
- Hideki Okajima (岡島秀樹, 1994–2005)
- Kazuhiro Kiyohara (清原和博, 1997–2005)
- Koji Uehara (上原浩治, 1999–08)
- Gabe Kapler (2005)
- Yoshitomo Tani (谷佳知, 2007-13)
- Michihiro Ogasawara (小笠原道大, 2007-13)